# Юровський Олександр Якович
Юровський Олександр Якович  (21 вересня 1921, Ташкент — листопад 2003, Москва) — російський сценарист, кінодраматург, професор МДУ ім. Ломоносова.
Закінчив редакційно-видавничий факультет Московського поліграфічного інституту (1948).
Доктор філологічних наук. Професор МДУ.
Автор праць по теорії кіно та телебачення, сценаріїв кіно- та телефільмів:
- «Погана прикмета» (1960, к/м)
- «Нічний пасажир» (1961, к/м)
- «Червоні вітрила» (1961)
- «Шлях на арену» (1963, у співавт.)
- «Операція „Трест“» (1967)
- «Чоловіче літо» (1970, у співавт.)
- «Чорний караван» (1975)
- «Маршал революції» (1978, український телефільм)
- «Підготовка до іспиту» (1979, у співавт.)
- «Помилка Тоні Вендіса» (1981)
- «Джентльмени з Конгресу» (1982, фільм-спектакль)
- «Документ „Р“»
- «Сто верст по річці» (1990) та ін.